# Joan de Cardona i Requesens
Joan Folch de Cardona i Requesens, también conocido como Joan de Cardona (? - ? ). Miembro de la importante familia noble catalana de los Cardona. Barón de Sant Boi y virrey de Navarra, capitán general de las galeras en el Reino de Sicilia y el Reino de Nápoles. Consejero de Estado y almirante de Felipe II.

## Antecedentes familiares
Hijo de Antoni Foch de Cardona y Enríquez y de Maria de Requesens, de la importante familia noble catalana de los Requesens. Nieto de Joan Ramon Folc IV de Cardona.

## Nupcias y descendientes
Casado con Francesca Flordespina Guiso, heredera de la baronía de Galtelli (Cerdeña). Tuvieron los siguientes hijos:
- Antoni Folch de Cardona y Guiso, que reclamó la baronía de Galtelli a la muerte de los hermanos de su madre.

## Biografía
De pequeño entró en la Escolanía de Montserrat, del Monasterio de Montserrat, en Cataluña.
Fue capitán general de las galeras en los Reinos de Sicilia y en el Reino de Nápoles.
En 1557 fue a Mallorca para comunicar la abdicación de Carlos I en favor de su hijo Felipe II (Felip I de Mallorca) y juró los privilegios y franquezas del Reino de Mallorca en nombre del nuevo monarca, con la salvedad de hacerlo sólo para los que estaban en uso. Esto suponía la ruptura de dos tradiciones bien establecidas, la de no hacer salvedades y la del juramento personal del rey ante una embajada del Gran y General Consejo de Reino de Mallorca. Estas anomalías se solventarán en 1564, cuando aprovechando una visita de Felipe II a Barcelona, ya se realizó el juramento en su forma tradicional.
Luchó en las siguientes batallas:
- Asedio de Malta (1565) .
- Batalla de Lepanto ( 1571 ).

Fue virrey de Navarra en 1595-1602 y posteriormente desde 1603 a 1609, en que fue sustituido por enfermedad.